# Szeless Ödön
Szeless Ödön, névváltozat: Szeles Imre Ödön (Pervány, 1863. május 18. – 1946?) jogi doktor, köz- és váltóügyvéd.

## Élete
Budapesten kezdette az ügyvédi gyakorlatot, majd Rimaszombatban folytatva, az ügyvédi oklevél elnyerése után itt telepedett le állandóan. Részt vett a Gömör című lap alapításában (1875. január 3.), melynek két és fél évig szerkesztője is volt, majd ezt a Gömör-Kishonttal egyesítve, ennek a lapnak volt egyik agilis munkatársa 1880-tól. 1893. szeptember 2-án Rimaszombatban eljegyezte Guba Bertát, Guba Viktor Koburg hercegi főerdőmester és nagybirtokos leányát. Jelentékeny részt vett a társadalmi élet mozgalmaiban és az 1901. évi képviselő-választási küzdelemnek egyik főszereplője volt. Egyik lelkes közreműködő volt a "Fehér-Kereszt" Gömör megyei fiókegyletének megalapításában, és az akkori fővédnöknőtől, Stefánia főhercegasszonytól díszoklevelet nyert érdemeiért. Az egyesületnek titkára és majdnem minden humánus és közművelődést célzó egyesületnek tevékeny tagja volt. 
A Gömöri Hirlapnak (1876) és a Gömör-Kishontnak 1880-tól állandó munkatársa volt; írt vezércikkeket, tárcákat, ismertetéseket, vadászrajzokat sat.; a Gömör-Kishontban (Magyarország vármegyéi) ő írta a törvénykezési részt. A közigazgatási bíráskodásról nagyobb füzetben tartalmas tanulmányt írt. 

## Munkája
- A közigazgatási bíráskodásról. Jogtudori értekezés. Rimaszombat, 1895.